# Josefina Wettergrund
Josefina Leontina Amanda Wettergrund, född Lundberg den 2 september 1830  i Färlövs socken i Skåne, död den 8 mars 1903 i Stockholm, var en svensk författare. Hon skrev under pseudonymerna fru Wettergrund och Lea och var en på sin tid känd och populär författare.

## Biografi
Josefina Wettergrund föräldrar var tullinspektoren Carl Gustaf Kjellberg och Ulrika Lundberg (1798–1860). Hon växte upp i Ronneby. Hon skrev tidigt vers och hennes alster uppvisades 1846 för författaren Wilhelm von Braun då denne var på besök. Han uppmuntrade den då sextonåriga flickan att fortsätta skriva och gav henne ett exemplar av Tegnérs dikter med tillskriften: "»Denna bok, den första jag hade råd och vilja att köpa, skänkes åt den unga hoppgifvande poetissan Josephine af en liten broder i Apollo — von Braun. Framåt, framåt, mitt vackra barn!» 
År 1848 tog hon plats som guvernant i Jämshög, men flyttade 1850 åter till Ronneby. Där öppnade hon en flickskola, som hon drev fram till giftermålet 1857 med telegrafassistenten, senare revisorn, Wilhelm Wettergrund, med vilken hon flyttade till Kalmar. 
År 1858 debuterade hon med Småbitar på vers och prosa, som utgavs med stöd av von Braun. 1859 och 1861 tillkom Nya småbitar och ytterligare tre samlingar. Hon medarbetade under åren i en mängd tidskrifter och kalendrar.
Wettergrund följde under några år sin man till Ystad och Kalmar, men 1866 bosatte hon sig i Stockholm, där hon en tid redigerade Aftonbladets följetongsavdelning. Åren 1872–1875 var hon redaktör för den illustrerade veckotidningen Svalan, där bland annat den då helt unge August Strindberg debuterade som novellförfattare.
Lea berömdes för att kunna skildra människonaturens "uselhet, lumpenhet, småaktighet, samt haltlösheten af det guld, som hos dem ofta glimmar" på ett humoristiskt sätt. I sin nekrolog i Svea skriver Birger Schöldström bland annat att Lea blev "en av den svenska publikens allra främsta gunstlingar, och hon intog inom vår litteratur från första ögonblicket sin, under alla denna litteraturs skiftningar och olika smakriktningar, städse obestridda rangplats. Leas författarskap har i över fyra decennier varit som få i de svenska hemmen känt och älskat."

## Valda berättelser
- Valda berättelser. Stockholm: Bonnier. 1878-1903. Libris 8224287
  -  Serie 1, Ur tant Ullas anteckningar, 1-2. 1878. Libris 1776852
  -  Serie 2, Ur minnet och fantasien, 1-2. 1880. Libris 1776853
  -  Serie 3, Tant Ullas höstblommor, 1-2. Stockholm: Bonnier. 1882. Libris 21883841. http://hdl.handle.net/2077/54298
  -  Serie 4, Ur anteckningsboken, 1-2. Stockholm: Bonnier. 1888. Libris 21977869. http://hdl.handle.net/2077/54496
  -  Serie 5, Efterskörd, 1-2. 1903. Libris 8224288

## Redaktörskap
- Svalan: weckotidning för familjekretsar. Stockholm. 1871-75. Libris 8889251